# Conrad Morant
Conrad Morant ou Morandt est un dessinateur, sculpteur sur bois et peintre rhénan, né à Bâle vers 1510 et mort à Strasbourg au plus tard en 1573. Il est principalement connu pour être l’auteur du Plan de la ville de Strasbourg, la plus ancienne représentation topographique connue de cette ville.

## Biographie
Conrad Morant ou Morandt naît vers 1510 à Bâle sous le nom de Conrad Schweblin, son père étant Morand Schweblin un artisan vannier lui-même originaire de cette ville. Conrad Morant ne demeure pas à Bâle mais s’installe à Strasbourg au plus tard en 1544, date à laquelle il en devient bourgeois et où il possédait la maison Zur Goldnenen Leiter (« À l’Échelle d’or »). Il meurt au plus tard en 1573 à Strasbourg.

## Œuvres

### Plan de la ville de Strasbourg
Le Plan de la ville de Strasbourg a été réalisé en 1548. Il s’agit d’une impression faite à partir d’une gravure sur bois puis peinte, l’ensemble du processus étant l’œuvre de Conrad Morant. Dessiné depuis la plateforme de la cathédrale de Strasbourg, le plan a la particularité de représenter la ville telle qu’elle est vue depuis ce point, c’est-à-dire avec une perspective concentrique. Il n’a toutefois pas fait une représentation à l’identique, mais a introduit des différences d’échelle selon l’importance des bâtiments : les sièges des pouvoirs municipal et religieux comme la tour aux Pfennigs, la cathédrale et l’église des Dominicains sont ainsi particulièrement proéminents.

### Autres œuvres
- La cathédrale de Strasbourg, Strasbourg, 1548, gravure sur bois, Bibliothèque nationale  et universitaire de Strasbourg[3] ;
- illustrateur de la Cosmographia de Sebastian Münster[2] ;
- illustrateur de la Descriptio Graeciae de Nikolaus Gerbel[2] ;